# Міклош Броді
Міклош Броді (угор. Bródy Miklós, 30 березня 1877, Нагікаролі, Угорське королівство, Австро-Угорщина, нині Карей, Румунія — 17 грудня 1949, Клуж-Напока Румунія) - угорсько-румунський шахіст.
1897 року поділив 4-5-те місця в Берліні (виграв Іґнац фон Попель). 1897 3-4-тє у Відні  (переможець Ґеорґ Марко). В 1899 році посів 3-тє місце в Будапешті (виграв Ґеза Мароці). 1899 року поділив 2-3-тє (з Карлом Шлехтером, після  Мароці) у Відні (Меморіал Коліша). Посів 13-те в Парижі (1900) (переможець Емануїл Ласкер). 
1902 року посів 8-ме місце в Ганновері (13-й Конгрес Німецького шахового союзу, турнір В, виграв Волтер Джон). В 1906 році посів 3-тє місце в Дьйорі (1-й чемпіонат Угорщини, виграв Золтан фон Балла). 1908 року поділив 6-7 в Дюссельдорфі (16-й конгрес НШС, виграв Френк Маршалл). 1909 2-4-те (після Жиґмонда Балаша, в Будапешті. 1911 3-5-те в Будапешті (чемпіонат Угорщини, переможці - Балла й Балаш). В 1913 році поділив 6-7-ме в Будапешті (переможець - Рудольф Шпільман).
Після Першої світової війни Броді став громадянином Румунії в результаті повоєнної зміни кордонів 1920 року. 1921 року посів 6-те в Будапешті (виграли Ксавери Тартаковер і Шавай). 1927 року посів 2-ге (після Олександру Тіролера, в Бухаресті (2-й чемпіонат Румунії).
Броді грав за Румунію на таких шахових олімпіадах: 
- 1926, на другій шахівниці на 2-й неофіційний шаховій олімпіаді в Будапешті;
- 1928, на першій шахівниці на 2-й шаховій олімпіаді в Гаазі (+4-8 =4);
- 1935, на третій шахівниці на 6-й шаховій олімпіаді у Варшаві (+5-3 =7).

Виграв командну бронзову медаль у Будапешті 1926.